# Morin Lake 217
Morin Lake 217 är ett reservat i Kanada.   Det ligger i provinsen Saskatchewan, i den centrala delen av landet, 2 400 km väster om huvudstaden Ottawa. Morin Lake 217 ligger vid sjöarna  Morin Lake och Sikachu Lake.
I omgivningarna runt Morin Lake 217 växer i huvudsak blandskog. Runt Morin Lake 217 är det mycket glesbefolkat, med 2 invånare per kvadratkilometer.